# Itaca

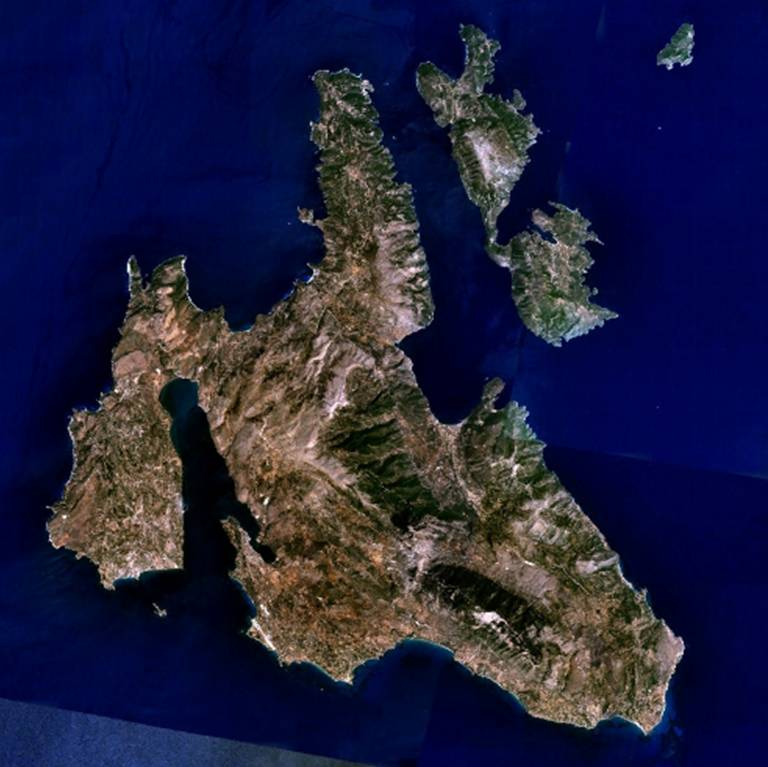
Insula mare din centru este Cefalonia iar Itaca este insula din dreapta

Itaca (greacă Ιθάκη) este o insulă în Marea Ionică, în Grecia. Are o suprafață de 96 km² și aproximativ 5.000 locuitori. Este o municipalitate independentă în cadrul prefecturii Cefalonia și se află în nord-estul coastei acestei insule.
Conform Odiseei lui Homer, această insulă este patria lui Ulise (Odiseu) și ținta lungii lui călătorii spre casă. A devenit simbolul unui obiectiv la care visezi mult și pe care îl atingi cu sacrificii și mai ales cu multă perseverență.